# 相田みつを
相田 みつを（あいだ みつを、雅号：貪不安（ドンフアン）、1924年（大正13年）5月20日 - 1991年（平成3年）12月17日）は、日本の詩人、書家。平易な詩を独特の書体で書いた作品で知られる。書の詩人、いのちの詩人とも称される。栃木県足利市出身。本名は相田 光男（あいだ みつお）。

## 生い立ち
1924年、栃木県足利市に6兄弟の三男として生まれた。生家は名刹、鑁阿寺（ばんなじ）の東に位置していた。旧制栃木県立足利中学校在学中に書や短歌、絵に親しんだが、喫煙の濡れ衣をきせられ軍事教練の教官に嫌われたために進学を断念。卒業後は歌人・山下陸奥に師事した。1942年、歌会で生涯の師となる曹洞宗高福寺の武井哲応と出会い、在家しながら禅を学んだ。1943年、書家を志して岩沢渓石に師事、本格的に書の修行を積んだ。1953年3月、関東短期大学夜間部国文科卒業。
1991年、道でころんで足を骨折し、足利市内の整形外科に入院したが、脳内出血と診断され、それが原因となり急逝。最期まで仕事への意欲は衰えず、「一文字を書いた大作だけを集めた展覧会を開きたい」というのが、長男・一人との最期の会話になった。67歳没。

## 創作活動
相田は書の最高峰のひとつとされる毎日書道展に1954年から7年連続入選するなど、技巧派の書家として出発した。1947年の鄭道昭の臨書・「鄭文公碑臨書」で古典書道における実力を示す一方、1950年に栃木県芸術祭書道中央展に出品した「宿命」では、伝統的な書道界に対する複雑な思いを詩文書の形で吐露。専門家でなければ理解しにくい書のあり方に疑問を抱き、「書」と「詩」の高次元での融合を目指すようになり、三十歳のころ、独特の書体で、短く平易な自らの言葉を書く作風を確立した。1954年、最初の個展を足利市で開催。個展はその後も足利市などで毎年開催されるようになった。1955年ろうけつ染めを学び、書道教師ではなく、ろうけつ染めや地元商店からデザインを請け負うなどして生計を立てていたが、1974年、教えを受けていた紀野一義のベストセラー『生きるのが下手な人へ』で紹介され、さらに1984年、詩集『にんげんだもの』出版が契機となり、広く知られるようになった。『にんげんだもの』はその後ミリオンセラーとなり、つづく第2詩集の『おかげさん』（1987年）も約25万部のベストセラー、地位を確立した。若き日には、故郷足利市の老舗菓子店「虎谷」のミートサブレ（命名者も相田で「逢」のMeetが由来で）などの、包装紙や栞のデザインも手がけた。
作品に対して妥協を許さず、「逢」というたった一文字を書くために何百枚何千枚と紙を使用したり、印刷のわずかなズレや墨の色の微妙な違いから印刷済みの色紙千枚がボツになったこともあったという。挫折を乗り越えてつくりあげられた作品には自らの実生活が重ね合わされているのが特徴である。
| 「                                    | つまづいたって いいじゃないか にんげんだもの みつを | 」 |
| —相田みつを（『にんげんだもの』より） |                                                     |    |

## 影響と批評
相田は長く不遇であり、師匠の紀野一義によると、詩の文言が顧客に受け入れられずに長く苦しんだという。晩年の大衆的人気と商業的な成功とは裏腹に、文学や書の分野で相田の作品が評論されることはあまりなく、詩人の高橋順子は「相田作品は処世訓のようなもの」、思潮社代表取締役であり詩人でもある小田久郎は「今は分かりやすいものが受ける時代。詩は難解であっていい」、現代詩作家の荒川洋治は「実用的で即効性のあるものが求められているのを感じる。でも、自分がどう生きるのか、長い時間をかけて考えさせてくれるのは文学しかない」と、おおむね否定的である。奥本大三郎は「素直に言ってこの相田みつをと言う人の、わざと下手に書いて人に阿（おもね）るような字も、それを紙に書きつけた、人の心の底の劣等感をごまかすような文句も私は嫌いである。上手に書ける字をわざと下手に書く人には何か魂胆がある、と警戒したくなる」などと厳しい。
一方、詩人の杉山平一は「相田みつをを詩人として認めるべき」であり「大勢の人に相田作品が読まれている現実を、無視するわけにはいかないでしょう。むしろ詩人は、独りよがりになりすぎた現代詩の反省材料として、相田ブームを見るべきではないか」と述べた。作家の立松和平は相田を「思想の語り部」と評し、「難しい言葉を一つも語らないで、仏教の根本的な哲理のようなものを語ってしまう。そして、それを読んだ人に『なにかが残る』んですね。残る――ということは、その先の世界があるということです」と語った。行動経済学研究の第一人者であるリチャード・セイラー（en:Richard Thaler）は「彼の残した書の言葉は実に素晴らしく、心を打たれました。印象に残ったのは、“しあわせはいつもじぶんのこころがきめる”というフレーズと、“にんげんだもの”です。行動経済学に通じるものがあります」と語り、相田の人に対する洞察が行動経済学が想定する「人類」をうまく表現していることを指摘した。

### 著名人の座右の銘
- 「そんかとくか　人間のものさし　うそかまことか　佛さまのものさし」　南部靖之（パソナ代表取締役グループ代表）[18]
- 「そのとき　どう動く」　菅原澄（画商・タマ美術代表取締役）[14]
- 「たまには涙をみせたっていいがな」　藤波辰爾（新日本プロレス社長）[19]
- 「一生燃焼、一生感動、一生不悟」　常盤百樹（ときわももき、四国電力社長）[20]
- 「どじょうがさ　金魚のまねすることねんだよなあ」　野田佳彦（元内閣総理大臣・立憲民主党代表）
- 「出会いが人を変え、感動が人を動かす」NAOTO （EXILEのパフォーマー）[21]

### 相田みつを美術館
1996年に東京・銀座に相田みつを美術館が開館し、その後、東京国際フォーラムに移転した。
2007年、相田みつを美術館で新春書初めイベントが行われ、相田の書が楽しめるニンテンドーDS用ソフト『こころに染みる毛筆で書く相田みつをDS』の体験デモが行われた。
2009年、相田みつを美術館は、相田の書と写真が合成できるiPhone/iPod touch向けアプリケーション『みつをフォトアート』を発表し、相田の作品を初めて全世界へ配信した。
しかし、東京国際フォーラムが長期大規模修繕工事に入るのを機に、2024年（令和6年）1月28日で閉館することが発表された。

### メディアでの反響
2004年、木梨憲武主演で相田の生涯が『にんげんだもの -相田みつを物語-』としてドラマ化された。
2011年6月、サイバーコンサルタントは、1984年初版の書籍「にんげんだもの」を、1989年初版の朗読版「にんげんだもの」（朗読：大坂志郎）とで再構成されたiPhone/iPod touch向けアプリケーション『にんげんだもの　-　相田みつを』の配信を開始した。同年8月、野田佳彦による民主党代表選での演説で、「どじょう」（第2詩集「おかげさん」収録）が引用されると、美術館の来場者急増や詩集の注文殺到による増刷など脚光を浴びた。
生島ヒロシは、自身のTBSラジオ番組『生島ヒロシのおはよう一直線』の「一期一会」のコーナーで相田の詩を紹介していて、義母を介護する際にも読み聞かせていたという。また、大沢悠里もTBSラジオ番組『大沢悠里のゆうゆうワイド』で毎週金曜日、「相田みつを・こころの美術館」で詩を朗読していた。
この他、インターネット上を中心に相田の詩を真似たパロディ作品も多数登場している。

## 著書
50冊近い「相田本」はロングセラーを続け、累計1,000万部に迫るとされる。

### 単著
- 『にんげんだもの』 文化出版局、1984年。
  - 『にんげんだもの 愛蔵版』 文化出版局、1998年。
- 『おかげさん』 ダイヤモンド社、1987年。
  - 『おかげさん 軽装版』 ダイヤモンド社、2004年。
- 『おかげさん 心の歳時記』 ダイヤモンド社、1988年。
- 『一生感動一生青春』 文化出版局、1990年。
  - 『一生感動一生青春 愛蔵版』 文化出版局、1999年。
- 『相田みつを ひとり語り 第1集 いまここ』 ダイヤモンド社、1990年。
- 『いのちいっぱい』 ダイヤモンド社、1991年。
  - 『いのちいっぱい 新装版』 ダイヤモンド社、2019年。
- 『いちずに一本道 いちずに一ツ事』 佼成出版社、1992年。
  - 『いちずに一本道 いちずに一ツ事 新版』 角川文庫、1998年。
- 『きょうが一番いい日』 ダイヤモンド社、1992年。
- 『雨の日には雨の中を 風の日には風の中を』 文化出版局、1993年。
  - 『雨の日には雨の中を 風の日には風の中を』 角川文庫、2009年。
- 『相田みつを 心の書選』 文化出版局、1995年。
- 『しあわせはいつも』 文化出版局、1995年。
- 『相田みつを・心の詩』シリーズ
  - 『アノネ 相田みつを・心の詩1』ダイヤモンド社、1995年。
  - 『空を見上げて 相田みつを・心の詩2』ダイヤモンド社、1995年。
  - 『大事なこと 相田みつを・心の詩3』 ダイヤモンド社、1995年。
  - 『相田みつを・心の詩 アノネ・空を見上げて・大事なこと』 ダイヤモンド社、1997年。
- 『対訳 相田みつを作品集』シリーズ
  - 『対訳 相田みつを作品集 THE HERE AND NOW いまここ』 ティム・ジェンセン訳、ダイヤモンド社、1996年。
  - 『対訳 相田みつを作品集2 A Phrase by my side そのままでいいがな』 相田一人監修、ティム・ジェンセン訳、ダイヤモンド社、2000年。
  - 『対訳 相田みつを作品集3 Talking to… あなたのこころがきれいだから』 相田一人監修、ティム・ジェンセン訳、ダイヤモンド社、2000年。
- 『生きていてよかった』 相田一人監修、ダイヤモンド社、1998年。
  - 『生きていてよかった』 角川文庫、2003年。
- 『相田みつをと私 著名50人が選んだマイベストコレクション』 毎日新聞社〈毎日ムック〉、2000年。
- 『にんげんだもの 逢 新版』 角川文庫、2000年。
- 『じぶんの花を』 文化出版局、2001年。
- 『日めくり文庫 にんげんだもの』 角川文庫、2001年。
- 『日めくり文庫 ひとりしずか』 角川文庫、2001年。
- 『相田みつを 奇跡のことば』 河出書房新社〈KAWADE夢ムック 文藝別冊〉、2001年。
- 『私が「じぶん」に出逢うとき』 毎日新聞社〈毎日ムック〉、2002年。
- 『いまから ここから』 相田一人監修、ダイヤモンド社、2003年。
- 『おかげさん ベストセレクション・日めくり』 ダイヤモンド社、2003年
  - 『おかげさん ベストセレクション・日めくり 復刻版』 ダイヤモンド社、2009年
  - 『おかげさん ベストセレクション・日めくり 新装版』 ダイヤモンド社、2015年
- 『「生きていてよかった」特別編 3年B組金八先生ベストセレクション』 ダイヤモンド社、2005年。
- 『本気』 相田一人監修、文化出版局、2006年。
- 『相田みつをの「本気」で書き写し』 文化出版局、2006年。
- 『いのち いちばん大切なもの』 文化出版局、2008年。
- 『ある日自分へ』 相田一人監修、文化出版局、2010年。
- 『うばい合えば足らぬ わけ合えばあまる』 ダイヤモンド社、2011年。
- 『相田みつを ザ･ベスト』シリーズ
  - 『一生感動一生青春 相田みつを ザ･ベスト』 角川文庫、2011年。
  - 『にんげんだもの 逢 相田みつを ザ･ベスト』 角川文庫、2011年。
  - 『にんげんだもの 道 相田みつを ザ･ベスト』 角川文庫、2011年。
  - 『しあわせはいつも 相田みつを ザ･ベスト』 角川文庫、2011年。
  - 『かんのん讃歌 相田みつを ザ・ベスト』 角川文庫、2012年。
  - 『いちずに一本道 いちずに一ッ事 相田みつを ザ・ベスト』 角川文庫、2013年。
- 『相田みつを手帳「道」』シリーズ
  - 『相田みつを手帳「道」2013』 ダイヤモンド社、2012年。
  - 『相田みつを手帳「道」2014』 ダイヤモンド社、2013年。
  - 『相田みつを手帳「道」2016』 ダイヤモンド社、2015年。
  - 『相田みつを手帳「道」2017』 相田一人監修、ダイヤモンド社、2016年。
- 『幸運日めくり ハローキティのにんげんだもの 毎日がもっと楽しくなる31の言葉』 ダイヤモンド社、2015年。
- 『幸運日めくり 願い（ウィッシュ）編 ハローキティのにんげんだもの 毎日がもっと楽しくなる31の言葉』 ダイヤモンド社、2016年。
- 『ただいるだけで』 PHP研究所、2016年。

### 共著
- 佐々木正美『育てたように子は育つ 相田みつを いのちのことば』 相田一人監修、小学館、1999年。
  - 佐々木正美『育てたように子は育つ 相田みつを いのちのことば』 小学館文庫、2008年。
- 佐々木正美『なやみはつきねんだなあ 相田みつを いのちのことば』 小学館、2003年。
  - 佐々木正美『なやみはつきねんだなあ 相田みつを いのちのことば』 小学館文庫、2005年。
- 川上健一『日めくり物語 三十の人生の三十の感動』 小学館、2004年。
- 立原えりか『いのちのバトン 初めて出会う相田みつをのことば』 角川文庫、2005年。
- 西舘好子『いちばん大事なこと 絆シリーズ』 ダイヤモンド社、2008年。
- いわさきちひろ『みんなほんもの 絆シリーズ』 ダイヤモンド社、2008年。
- 野崎洋光『相田みつをの心 野崎洋光の味』 文化出版局、2009年。
- みつはしちかこ『あなたにめぐりあえてほんとうによかった 絆シリーズ』 ダイヤモンド社、2011年
- くっしー『いのちいっぱい じぶんの花を』 角川つばさ文庫、2011年。
- トトアキヒコ『しあわせ 相田みつを&雲母唐長 幸運を贈るポストカードBook』 ダイヤモンド社、2013年
- 佐々木正美『自分の番を生きるということ 人生のおさらい』 小学館、2016年。
- 高瀬勝之、ヲバラトモコ『やわらかければだいじょうぶ ウルみつ絵本シリーズ』 あいうえお館、2016年。

## 私生活
1954年、材木商の末娘であった平賀千江と結婚。千江は「短歌の会」で相田と知り合ったが、不器用で収入がなかった相田との結婚に周囲が反対したという。一男一女をもうけ、家族四人は八畳一間で暮らしていたが、相田だけは三十畳のアトリエを独占していたという。相田みつを美術館館長の相田一人は長男。長男一人によると、相田みつをは兄２人を戦争で亡くしている。また、本人も戦争に参加していることから、戦争体験抜きに相田みつをの作品は語れないと話している。
画商の菅原澄によると、相田は自分では「自分は書家ではない。在野の坊主だ」と常々言っていたが、人間臭く、わがままで、嫌いな相手とすぐケンカになったり、女性に大層もてたりしたという。埼玉県加須市在住の書道家我峰(渡邉浅男)、女流書家の尾花也生（おばなやよい）など、懇意にしていた書道家仲間が多数存在した。足利を代表する須永花火など数社を有する須永グループ代表の須永昇は相田のパトロンの一人であり、無名だった相田の作品を展覧会の度に購入して活動を支えた。現在も須永家では相田の作品を数多く所蔵し、一部は相田みつを美術館に寄贈、須永コレクションとして展示されている。

## 関連文献
- 紀野一義　『生きるのが下手な人へ』 光文社、1974年。
- 松本幸夫　『いのちの詩人相田みつをに学ぶ』 総合法令出版、1997年。
- 相田一人　『父相田みつを』 文化出版局（のち角川文庫）、1998年。
- 相田一人　『書相田みつを』 文化出版局、1998年。
- 松本幸夫　『おかげさまの人生 相田みつをに学ぶ生き方』 総合法令出版、1998年。
- 『相田みつを 奇跡のことば』 河出書房新社〈Kawade夢ムック〉、2001年。
- 今井久喜　『ことばに生かされて 相田みつを・人生の応援歌』相田一人監修、小学館、2002年。
- 致知編集部　『現代人の伝記1』 致知出版、2003年。